# Ryan Costello
Pour les articles homonymes, voir Costello.
Ryan Costello, né le 7 septembre 1976 à Phoenixville (Pennsylvanie), est un homme politique américain, représentant républicain de Pennsylvanie à la Chambre des représentants des États-Unis de 2015 à 2019.

## Biographie
Après des études à l'Ursinus College et à l'université Villanova, Ryan Costello devient avocat.
Il entre en politique en se faisant élire au conseil municipal d'East Vincent, de 2002 à 2007,. Il préside le conseil pendant quatre ans. Il est ensuite recorder of Deeds du comté de Chester à partir de 2008,. En février 2011, il est nommé au sein du conseil du comté de Chester. Il y est élu pour un mandat complet en novembre de la même année,,.
Alors président du conseil du comté, Costello annonce en janvier 2014 sa candidature à la Chambre des représentants des États-Unis dans le 6e district de Pennsylvanie. Le représentant sortant, le républicain Jim Gerlach (en), n'est pas candidat à sa réélection. Le district inclut en partie les comtés de Berks, Chester, Lebanon et Montgomery. Il est le seul candidat de la primaire républicaine et affronte le démocrate Manan Trivedi lors de l'élection générale. Dans un district où Mitt Romney était légèrement en tête en 2012 avec 50,6 % des suffrages, Costello est considéré comme le favori. Pendant la campagne, il met en avant son travail bipartisan au sein du comté. Le 4 novembre, il est élu représentant avec 56,3 % des voix.
Costello est candidat à un deuxième mandat en 2016. Il n'a pas d'opposant dans la primaire républicaine. Un temps cible du programme démocrate One Term Wonders,, le représentant affronte l'ancien républicain devenu démocrate Mike Parrish, qui dispose de faibles ressources financières. Il est considéré comme le favori de l'élection, mais il est attaqué pour son soutien à Donald Trump pour l'élection présidentielle. Il est réélu avec environ 57 % des suffrages.
Début 2018, la Cour suprême de Pennsylvanie déclare les circonscriptions inconstitutionnelles et les redessine. Ce redécoupage transforme le siège de Costello qui, au lieu de ne donner qu'un point d'avance à Hillary Clinton en 2016, donne 53 % des voix à la démocrate contre 43 % à Donald Trump. En mars 2018, Costello dépose sa candidature aux primaires républicains puis annonce après la date limite de dépôt qu'il ne sera finalement pas candidat aux élections de novembre, citant l'« environnement politique ».

## Positions politiques
Ryan Costello est considéré comme un républicain modéré.
Lors de la primaire républicaine pour l'élection présidentielle de 2016, il vote pour John Kasich. En tant que délégué, il s'engage à soutenir à la convention celui qui remporte son district (en l'occurrence Donald Trump). Costello ne se rend cependant pas à la convention républicaine de Cleveland.